# Rita Custódio
Rita Custódio (Lisboa, 1980). És llicenciada en Filologia portuguesa i francesa i postgraduada en Pedagogia per la Universitat de Lisboa. Juntament amb Àlex Tarradellas, ha traduït al portuguès diversos autors catalans, com Josep Pla, Mercè Rodoreda, Màrius Torres i Joan Margarit, i d'altres nacionalitats com Javier Puebla, Cristina Rivera Garza, Valeria Luiselli, Carlos Contreras Elvira i Florencia Bonelli.
Ha format part del consell editorial de la revista bilingüe de traducció literària Capicua, un pont entre les lletres portugueses i catalanes, durant els tres primers números. Aquest projecte, editat per l'associació cultural CatalunyApresenta, pretén acostar lectors, autors, editors i traductors de les dues literatures més enllà de les seves fronteres lingüístiques.
A més de la seva tasca com a traductora, és coautora (també amb Àlex Tarradellas) de la guia Volver a Lisboa, de l'editorial Anaya, un recorregut no només turístic per la capital portuguesa.